# Calauag, Quezon
Calauag là một đô thị cấp một ở tỉnh Quezon, một phần của CALABARZON ở Philippines.

### Barangays
Calauag, về mặt hành chính, được chia thành 81 khu phố (barangay).
| - Agoho - Anahawan - Anas - Apad Lutao - Apad Quezon - Apad Taisan - Atulayan - Baclaran - Bagong Silang - Balibago - Bangkuruhan - Bantolinao - Barangay I (Pob.) - Barangay II (Pob.) - Barangay III (Pob.) - Barangay IV (Pob.) - Barangay V (Pob.) - Bigaan - Binutas - Biyan - Bukal - Buli - Dapdap - Dominlog - Doña Aurora - Guinosayan - Ipil | - Kalibo (Santa Cruz) - Kapaluhan - Katangtang - Kigtan - Kinamaligan - Kinalin Ibaba - Kinalin Ilaya - Kumaludkud - Kunalum - Kuyaoyao - Lagay - Lainglaingan - Lungib - Mabini - Madlangdungan - Madrigal - Maglipad (Rosario) - Maligaya - Mambaling - Manhulugin - Marilag (Punaya) - Mulay - Pandanan - Pansol - Patihan - Pinagbayanan - Pinagkamaligan - Pinagsakahan | - Pinagtalleran - Rizal Ibaba - Rizal Ilaya - Sabang I - Sabang II - Salvacion - San Quintin - San Roque Ibaba - San Roque Ilaya - Santa Cecilia - Santa Maria - Santa Milagrosa - Santa Rosa - Santo Angel (Pangahoy) - Santo Domingo - Sinag - Sumilang - Sumulong - Tabansak - Talingting - Tamis - Tikiwan - Tiniguiban - Villa Magsino - Villa San Isidro - Viñas - Yaganak |

Barangays Don Tomas (Morato), Guitol, Kabuluan, Kagtalaba, Maulawin, Patag Ibaba, Patag Ilaya, Plaridel (Macahadoc), và Tabugon đang được cân nhắc để thành một phần của Calauag.